# WWE硬蕊冠軍
WWE硬蕊冠軍（英語：WWE Hardcore Championship），是隸屬於世界摔角娛樂的一冠軍項目，它於1998年成立於世界摔角娛樂的前身，也就是當時的世界摔角聯盟。